# Karl Liebknecht
Karl Liebknecht (pronuncia tedesca ) (Lipsia, 13 agosto 1871 – Berlino, 15 gennaio 1919) è stato un politico e avvocato tedesco.

## Biografia
(Karl Liebknecht, Ausgewählte Reden und Aufsätze, Berlino 1952)
Nato a Lipsia, era il figlio di Wilhelm Liebknecht, uno dei fondatori del Partito Socialdemocratico di Germania. Karl Liebknecht fu più radicale di suo padre; divenne un esponente delle idee marxiste durante i suoi studi in legge ed economia politica a Lipsia e a Berlino e, dopo aver servito nei Pionieri della Guardia Imperiale a Potsdam dal 1893 al 1894 e aver svolto il suo praticantato ad Arnsberg e Paderborn, dal 1894 al 1898, si guadagnò il dottorato nel 1897 e si spostò a Berlino nel 1899, dove aprì uno studio legale con suo fratello, Theodor Liebknecht. Liebknecht sposò Julia Paradies l'8 maggio 1900; la coppia ebbe due figli e una figlia. La moglie morì nel 1911.
Come avvocato, Karl Liebknecht spesso difese altri socialisti che venivano processati per reati come la diffusione di propaganda socialista in Russia, un compito nel quale era anch'egli coinvolto. Divenne un membro dell'SPD nel 1900 e fu presidente dell'Internazionale socialista giovanile dal 1907 al 1910; Liebknecht scrisse estesamente contro il militarismo e uno dei suoi scritti, Militarismus und Antimilitarismus (Militarismo ed antimilitarismo), lo portò ad essere arrestato nel 1907 ed imprigionato per diciotto mesi a Glatz, in Slesia.
Nel 1912 Liebknecht venne eletto al Reichstag come socialdemocratico, nonostante fosse un membro dell'ala sinistra dell'SPD, e fu uno dei principali critici della più moderata leadership socialdemocratica di Karl Kautsky. Benché si opponesse alla partecipazione tedesca alla prima guerra mondiale, il 4 agosto 1914 Liebknecht votò a favore dei crediti di guerra per disciplina di partito. Alla successiva votazione del 2 dicembre dello stesso anno su una nuova tranche di crediti di guerra, invece, Liebknecht fu l'unico deputato al Reichstag a votare contro. Ruppe così anche l'unità della SPD. Alla fine di quell'anno, sposò la sua seconda moglie, la storica dell'arte Sophie Ryss. 
Alla fine del 1914, Liebknecht, assieme a Rosa Luxemburg, Leo Jogiches, Paul Levi, Ernst Meyer, Franz Mehring e Clara Zetkin formò la cosiddetta Spartakusbund (Lega di Spartaco). La Lega Spartachista pubblicizzava i suoi punti di vista attraverso un giornale intitolato Spartakusbriefe (Lettere di Spartaco), che venne ben presto dichiarato illegale; Liebknecht utilizzò inoltre lo pseudonimo di Spartakus per firmare i suoi scritti. Liebknecht venne arrestato ed inviato sul fronte orientale durante la prima guerra mondiale, per il richiamo del gruppo agli argomenti dei bolscevichi russi per una Rivoluzione proletaria. Rifiutandosi di combattere, prestò servizio seppellendo i morti e, a causa della sua salute che si stava deteriorando rapidamente, gli fu permesso di ritornare in Germania nell'ottobre 1915.
Liebknecht venne arrestato di nuovo a seguito di una dimostrazione contro la guerra tenutasi a Berlino il 1º maggio 1916 ed organizzata dalla Lega di Spartaco, e condannato a due anni e mezzo di prigione per alto tradimento, che vennero in seguito portati a quattro anni e un mese; venne rilasciato nell'ottobre 1918, quando Max von Baden garantì un'amnistia per tutti i prigionieri politici. Dopo il suo rilascio, Liebknecht portò avanti le sue attività nella Lega di Spartaco; riprese la direzione del gruppo assieme a Rosa Luxemburg e pubblicò il suo organo di partito, la Die Rote Fahne (La Bandiera Rossa).
Il 9 novembre Liebknecht proclamò la freie sozialistische Republik (libera repubblica socialista) da una balconata del castello di Berlino, due ore dopo la dichiarazione di Philipp Scheidemann della Repubblica tedesca da una balconata del Reichstag; tra il 31 dicembre 1918 e il 1º gennaio 1919 venne coinvolto nella fondazione del Partito Comunista di Germania.
Con Rosa Luxemburg, Leo Jogiches e Clara Zetkin, Liebknecht fu tra i protagonisti della "Sollevazione spartachista" di Berlino del gennaio 1919. Questo tentativo rivoluzionario venne brutalmente represso dal nuovo governo socialdemocratico tedesco guidato da Friedrich Ebert, con l'aiuto dell'esercito e dei Freikorps; il 13 gennaio la sollevazione era stata repressa e Liebknecht, insieme a Rosa Luxemburg, venne rapito dai soldati del Freikorps, portato all'Hotel Eden di Berlino, dove venne torturato e interrogato per diverse ore prima di venire ucciso, il 15 gennaio 1919. Successivamente venne sepolto presso il cimitero centrale di Friedrichsfelde, a Berlino.